# Île Ratmanov
L'Île Ratmanov (russe : Остров Ратманова, romanisé : ostrov Ratmanova, tchoukot : Имōлин ; inupiaq : Imaqłiq), ou Grande Diomède, est l'île occidentale des deux îles Diomède, au milieu du détroit de Béring. L'île fait partie du raïon de Tchoukotski, du district autonome de Tchoukotka, en Russie. La frontière maritime entre la Russie et les États-Unis passe du nord au sud entre les îles Diomède.

## Géographie
L'Île Ratmanov, ou Grande Diomède, est située à environ 45 km au sud-est du cap Dejnev sur la péninsule des Tchouktches et est le point le plus à l'est de la Russie dans le sens de la marche. Elle se trouve à l'ouest de la ligne internationale de changement de date, mais dans l'hémisphère occidental par sa longitude. L'île rocheuse de type tuya a une superficie d'environ 29 km2. La ligne internationale de changement de date se trouve à environ 1,3 km à l'est de l'île. Le point culminant de l'île est le pic Krysha, qui s'élève à 505 mètres.

## Histoire
L'île était à l'origine habitée par des Iñupiat. Selon le First Alaskans Institute (en), « les habitants des îles Diomède et King Island sont des Inupiat. »
Le premier Européen à atteindre les îles était l'explorateur russe Simon Dejnev en 1648. Vitus Béring a débarqué sur les îles Diomède le 16 août 1728, jour où l'Église orthodoxe russe célèbre la mémoire du martyr saint Diomède. En 1732, le géodésien russe Mikhail Gvozdev dresse la carte de l'île. En 1867, lors de l'achat de l'Alaska par les États-Unis, la nouvelle frontière entre les nations a été tracée entre la Grande Diomède et la Petite Diomède.